# Durandea vitiensis
Durandea vitiensis är en linväxtart som beskrevs av Otto Stapf. Durandea vitiensis ingår i släktet Durandea och familjen linväxter. Inga underarter finns listade i Catalogue of Life.